# جانی سوک
جانی سوک (انگلیسی: Jeannie Suk؛ زادهٔ ۱۹۷۳ (۵۱–۵۲ سال)) وکیل اهل ایالات متحده آمریکا است.
وی همچنین برندهٔ جوایزی همچون کمک‌هزینه گوگنهایم شده‌است.